# Xanthorhoe asiatica
Xanthorhoe asiatica là một loài bướm đêm trong họ Geometridae.